# Grammia turbans
Grammia turbans är en fjärilsart som beskrevs av Hugo Theodor Christoph 1892. Grammia turbans ingår i släktet Grammia och familjen björnspinnare. Inga underarter finns listade i Catalogue of Life.